# Andrei Șkuro
Andrei Grigorievici Șkuro (Șkura) (în rusă: Андрей Григорьевич Шкуро (Шкура); ucraineană:  Андрій Григорович Шкуро) 7 februarie 1887 – 16 ianuarie 1947) a fost un general-locotenent al Armatei Albe.  

## Biografie
Andrei Șkuro s-a născut în stanița Pașkovskaia, în apropierea orașului Yekaterinodar într-o familie  de cazaci. Șkuro a absolvit „Școala de cavalerie Nicolaev” în 1907 și a fost repartizat în cadrul Armatei cazacilor din Kuban. În timpul primului război mondial, Șkuro a fost numit comandant unei unități specializată în războiul de gherilă, în fruntea cărora a executat o serie de acțiuni îndrăznețe în spatele liniilor austro-ungare și germane. În timpul primei conflagrații mondiale, Șkuro a fost înaintat în gradul de colonel. 
După preluarea puterii de către bolșevici, Șkuro a organizat o unitate căzăcească antibolșevică în regiunea Batalpașinsk din Caucaz. În perioada mai-iunie 1918, el a efectuat raiduri în regiunile orașelor Stavropol, Essentuki și Kislovodsk. După ce s-a alăturat în mod oficial armatei comandate de Denikin, el a devenit comandantul brigăzii cazacilor din Kuban, ale cărei efective au crescut rapid până la cele ale unei divizii. Șkuro a fost avansat la gradul de general-locotenent în mai 1919, fiind numit la comanda unui întreg corp de cavalerie căzăcească. 
Șkuro a fost un lider militar carismatic și îndrăzneț și deși bravura sa friza nesăbuința, (a fost rănit de mai multe ori), el era recunoscut și pentru înțelepciunea strategică. Cu toate aceste, numeroși lideri ai Armatei Albe l-au considerat prea indisciplinat și „nărăvaș”. Istoricii sovietici susțin că trupele de sub comanda sa erau caracterizate prin cruzime și dorința de jaf. În memoriile pe care le-a dictat în 1921, Șkuro a descris numeroase cazuri în care ar fi salvat viețile inamicilor săi, inclusiv ale comisarilor bolșevici, (care erau de obicei executați fără judecată în timpul războiului civil. Șkuro a pretins în memoriile sale că a salvat de la execuție un batalion de evrei voluntari din Armata Roșie, care erau prizonieri ai alb-gardiștilor. Mai mult chiar, el a afirmat că a prevenit pogromurile antievreiești. Cu toate acestea, atunci când voluntarii lui Denikin au cucerit Kievul, ei s-au dedat la pogromuri pe scară largă împotriva populației evreiești. Peste 20.000 de oameni au murit în timpul a două zile de violențe. După aceste evenimente, în timpul unei convorbiri cu Supresskin, un lider al comunității evreiești din Harkiv, Șkiro ar fi declarat că „evreii nu se vor bucura deloc de milă deoarece ei sunt cu toții bolșevici”  Deși generalul Armatei Albe Piotr Wranghel prețuia foarte mult inițiativa în luptă a fiecăruia dintre subordonații săi, el cerea în aceiași măsură și disciplină exemplară. Wrangel a sfârșit prin a-l antipatiza pe Șkuro și, după reorganizarea armatei sale, nu i-a mai dat niciun post de comandă generalului cazac. Aceasta a atras demisia lui Șkuro. El a pretins că liderii albi Denikin și Wrangel nu au înțeles îndajuns de bine tradițiile căzăcești, care a dus la alienarea cazacilor, deși aceștia erau profund ostili politicii bolșevice. 
Andrei Șkuro a trăit în exil după înfrângerea albilor, la început în Franța, iar mai apoi în Serbia. În primii ani de exil, el și alți câțiva camarazi cazaci au evoluat în spectacole de circ în întreaga Europă, bazându-se de excepționalele lor calități de călăreți. În paralel, Șkuro a fost implicat în conducerea unor activități anti-sovietice. Emigranții albi și-l amintesc pe Șkuro ca pe un personaj iubitor de petreceri, un bun dansator, mare băutor și mare povestitor de întâmplări de război. 
Andrei Șkuro a fost de acord în 1941 să organizeze unitățile de cazaci antisovietici formate din emigranți albi și prizonieri de război sovietici, (în special cazaci), care au luptat de partea Germaniei Naziste. Se pare că el a sperat ca, împreună cu ceilalți emigranți, să elibereze Rusia de comunism. Cei mai mulți dintre acești emigranți, inclusiv Șkuro, nu erau adepți ai politicii naziste, ci erau profund anticomuniști. Ei considerau că stalinismul era un rău cu mult mai mare decât fascismul. Șkuro a fost numit în 1944 la comanda trupelor căzăcești de rezervă unitatea sa a fost deplasată la început pe frontul din Iugoslavia, unde a luat parte la luptele împotriva partizanilor iugoslavi ai lui Tito. În 1945, Andrei Grigorievici Șkuro a fost luat prizonier de britanici în Austria și a fost predat sovieticilor în cadrul Operațiunea Keelhaul. Curtea supremă a URSS l-a condamant pe Andrei Șkuro la moarte. El a fost executat prin spânzurare împreună cu Piotr Krasnov pe 16 ianuarie 1947 la Moscova.

## Alte lucrări bibliografice
- Gabby de Jong Don Cossacks